# Zentrales Musikkonservatorium

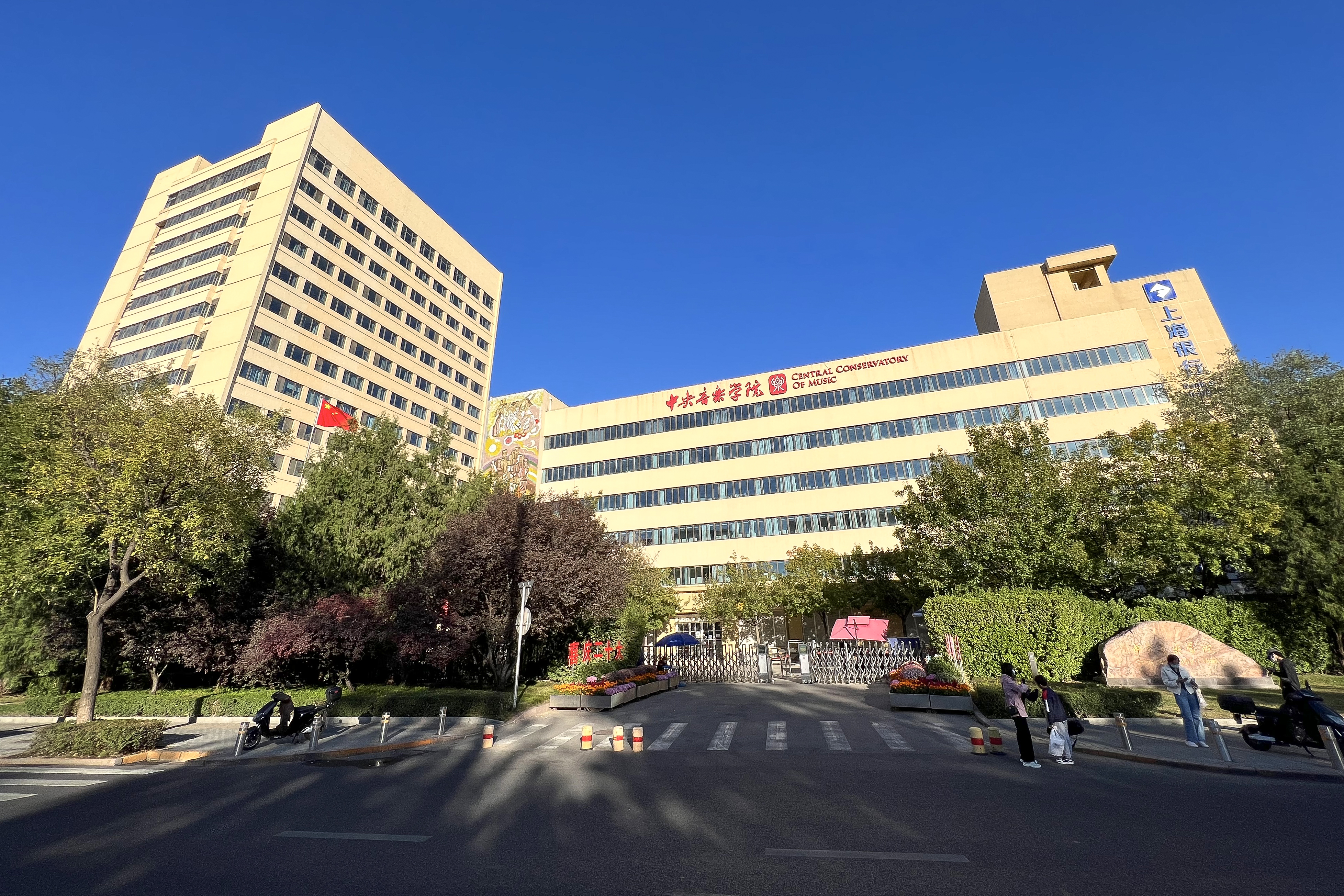
Zentrales Musikkonservatorium

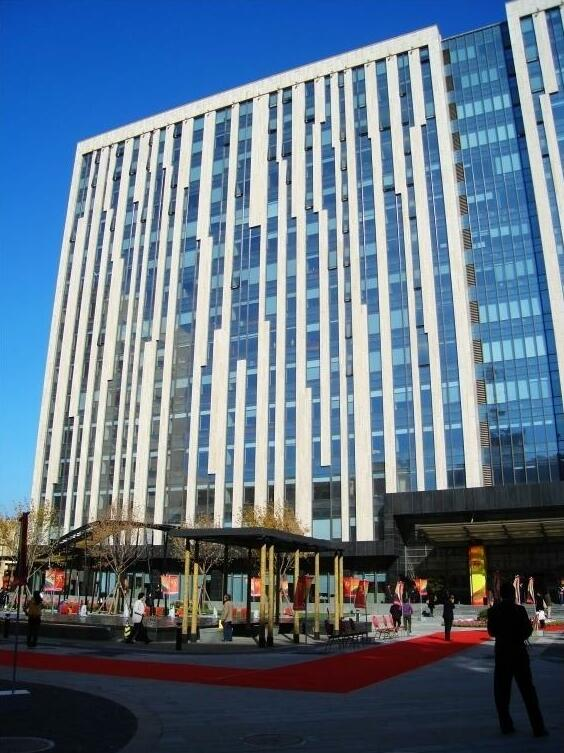
Zentrales Musikkonservatorium

Das Zentrale Musikkonservatorium oder die Zentrale Musikhochschule (chinesisch 中央音乐学院) ist eine chinesische Musikhochschule in Peking.
Zusammen mit der angegliederten Grund- und Mittelschule gilt das Konservatorium landesweit als eine der angesehensten Erziehungseinrichtungen für Musik. Sie wird als einzige von allen Kunsthochschulen bei dem Projekt 211 aufgelistet.

## Abteilungen und Institute
- Abteilung für Komposition
- Abteilung für Musikwissenschaft
- Abteilung für Dirigieren
- Abteilung für Klavier
- Abteilung für Orchester
- Abteilung für traditionelle chinesische Musik
- Abteilung für Vokalmusik und Oper
- Institut für Musikpädagogik
- Zentrum für Geigenbau und -erforschung
- Institut für Band
- Fachschule
- Klavierschule Gulangyu
- Institut für Fernstudium
- Institut für Weiterausbildung

## Persönlichkeiten
- Lin Yao Ji (1937–2009), chinesischer Geiger und Hochschullehrer
- Chen Yi
- Lang Lang
- Tan Dun
- Chen Xiaoyong
- Xiao Shuxian
- Ye Xiaogang
- Yuja Wang
- Zhou Long
- Zhu Xiao-Mei
- Yan Guowei, Lektorin für traditionelle chinesische Musik
- Fang Liao